# ライオネル (アーサー王伝説)

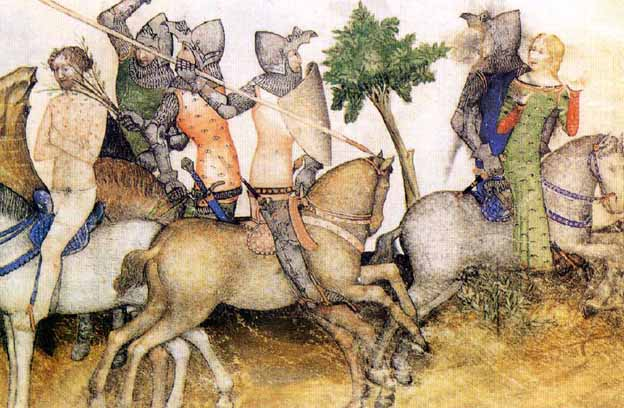
ボールス卿は、兄のライオネル卿よりも、乙女を助ける方を優先させる。

ライオネル卿（Sir Lionel）は、アーサー王物語に登場する円卓の騎士の一人。ボールス王の息子であり、兄弟にボールス卿がいる。また、ランスロット卿の従兄弟でもある。活躍はボールス卿に比べ、やや少なめ。
父のボールス王が死亡した後、弟のボールス卿、ランスロット卿とともに湖の乙女によって養育される。成長して以後は、円卓の騎士になる。ほとんど、自分を主人公としての物語を持たず、たいていはランスロット卿の引き立て役として登場することが多い。
聖杯探求の旅では、ボールス卿の旅に登場する。この物語では、ボールス卿が旅の途中、二股に分かれている道で、一方ではライオネル卿がリンチを受けており、もう一方の道では乙女が襲われているのを目撃する。兄を後回しにし、乙女を助けてからライオネル卿の元へ向かうボールス卿であるが、既にライオネル卿は死亡してしまっていた。しかし、特になんの説明もなくライオネル卿は生き返り、自分を助けなかったボールス卿と、その場にいたコルグレヴァンス卿を恨み、襲い掛かる。たちまちコルグレヴァンス卿を殺害した後、無抵抗なボールス卿をも殺害しようとするが、神の声が聞こえ、ライオネル卿は正気に戻るのであった。なお、このとき死亡したコルグレヴァンス卿についてはなんのフォローもなく、生き返ることはなかった。
物語後半、ランスロット卿がアーサー王と対立するとライオネル卿はランスロット卿側につき、アーサー王軍と戦った。その戦いで、ガウェイン卿と勝負するも、どちらかといえばこれもかませ犬的な活躍に留まり、敵将を討ち取るレベルの活躍はしていない。ライオネル卿はこの戦いの後、ランスロット卿によりフランス王に封ぜられた。
カムランの戦いの後、ランスロット卿がアーサー王とグィネヴィアを求め放浪の旅に出ると、ライオネル卿はランスロット卿を探索するためにブリテンに上陸。同じく、ランスロット卿の捜索に出たボールス卿、エクター・ド・マリス卿らはランスロット卿に会うことができたものの、ライオネル卿はランスロット卿に出会うことのないまま、モードレッド軍の残党に会い殺されてしまった。